# 1912
Évszázadok: 19. század – 20. század – 21. század
Évtizedek: 1860-as évek – 1870-es évek – 1880-as évek – 1890-es évek – 1900-as évek – 1910-es évek – 1920-as évek – 1930-as évek – 1940-es évek – 1950-es évek – 1960-as évek
Évek: 1907 – 1908 – 1909 – 1910 –  1911 – 1912 – 1913 – 1914 – 1915 – 1916 – 1917

## Események

### Határozott dátumú események
- január 1. – A Kínai Köztársaság megalakulása, első elnöke Szun Jat-szen.
- január 19. – Cuvaj Ede kerül a horvát báni székbe.[1] (Ezzel a trónörökös elvetette a horvátok által javasolt trialista programot, Cuvaj kinevezése visszatérés a nyílt abszolutizmushoz.)[2]
- március 13. – Szerbia és Bulgária szövetséget köt, majd május 12-én katonai egyezményt is.[2]
- március 31. – Ferenc József felfüggeszti a horvát alkotmányt válaszul arra, hogy a horvát-szerb koalíció és a jogpártok nem küldenek képviselőt a magyar országgyűlésbe, ezzel megakadályozandó az 1913-ban lejáró pénzügyi egyezmény megújítása. (A koalíció pénzügyi önállóságot, általános választójog alapján kiírt választásokat követel. Cuvaj bánt a császár királyi biztossá nevezi ki és felfüggeszti a gyülekezési jogot, bevezeti a cenzúrát.)[2]
- április 10. – Southamptonból elindul első és egyben utolsó útjára a Titanic.
- április 15. – Az első útján elsüllyed a Titanic luxus személyszállító hajó Amerika és Európa között, 1517 utas veszti életét.
- április 16. – II. Abdul-Medzsid oszmán kalifa harmadik házassága H. H. Atiya Mihisti Kadin Effendivel.
- április 22. – Megalakul a Lukács-kormány.[3]
- május 12. – Tisza Istvánt házelnökké választják.[4]
- május 23. – Vérvörös csütörtök.[5] Kirobban a világháború előtti évek legnagyobb szocialista tömegtüntetése.
- május 29. – Görögország csatlakozik Szerbia és Bulgária szövetségéhez.[2]
- június 4. – Tisza István a parlamenti őrséggel vezetteti ki az ülésteremből a renitenskedő képviselőket.[6]
- június 7.
  - Tisza István erőszakos módon letöri az ellenzék obstrukcióját. (Kovács Gyula képviselő a parlament épületében pisztollyal sikertelen merényletet kísérel meg Tisza István ellen.)
  - Tisza „parlamenti puccsa” után gróf Károlyi Mihály lemond az Országos Magyar Gazdasági Egyesület (OMGE) elnökségéről.[7]
- október 5. – Görögország katonai szerződést köt Szerbiával.[2]
- október 8. – Montenegró hadat üzen Törökországnak, ezzel kezdetét veszi az első Balkán-háború. (A háború 1913. május 30-áig tart.)[8]
- október 17. – Törökország hadat üzen Szerbiának és Bulgáriának.[8]
- október 20. – Ljubljanai értekezlet, amelyen létrehozzák a horvát jogpártok és a Szlovén Néppárt közös politikai szervezetét trialista programmal.[8]
- november 19. – Az első Balkán-háborúban a szerb csapatok döntő vereséget mérnek a törökökre.
- november 27. – Törökország kapitulál.[8]
- november 28. – Albánia kinyilvánítja függetlenségét. (Amennyiben a nagyhatalmak elismerik Albániát, akkor csökken Szerbia esélye, hogy kijut a tengerre.)[8]
- december 4. – Ismail Qemali vezetésével megalakul az Albán Fejedelemség első kormánya.[9]
- december 14. – Nyáry Albert elnökletével megalapítják Budapesten a Magyar–Lengyel Egyesületet.
- december 20. – Unkelhäusser Károly belügyi osztályfőnök és az országos kormány adminisztratív vezetője helyettesíti a szabadságon lévő Cuvaj horvát bánt. (A helyettesítést 1913 júliusáig végzi, ekkor Cuvajt leváltják.)[1]
- december 28. – Megalakul a Magyar Cserkészszövetség.

### Határozatlan dátumú események
- január eleje – 55 horvát képviselő memorandumban kéri az uralkodótól és Ferenc Ferdinánd trónörököstől a horvát országok – Horvátország, Dalmácia, Isztria és Bosznia-Hercegovina – képviselőinek összehívását, hogy a nagyhorvát országgyűlés szabályozhassa az ország belső viszonyait és az uralkodóhoz fűződő viszonyt.[2]
- az év folyamán – 
  - Budapesten megépül az első vasbeton ivóvíztároló medence 1500 m³-es térfogattal (Hasonló térfogattal létesítették az újpesti vasbeton víztornyot is ebben az évben.)[10]
  - Magyarországon tömegtüntetések robbannak ki az általános választójog bevezetéséért.
  - Olaszországban bevezetik az általános választójogot.
  - Marokkó francia protektorátussá válik.
  - Szun Jat-szen megalapítja a Kuomintangot.
  - Robert Falcon Scott eléri a Déli-sarkot. (Társaival együtt elpusztul a visszaúton.)
  - Józef Piłsudski és Witold Narkiewicz vezetésével Bécsben megalakul a Szövetkezett Függetlenségi Pártok Ideiglenes Bizottsága (TKSSN), mely a Galíciában működő legkülönbözőbb legális politikai pártokat és csoportosulásokat egyesíti. (Csatlakozik a Porosz-Lengyelországban tevékenykedő Lengyel Szocialista Párt is.)[11]
  - Roman Dmowski lengyel politikus programjában a lengyelországi zsidók gazdasági és kulturális bojkottjára szólít fel.[11]
  - Varsóban és Częstochowában sztrájkokat szerveznek, tiltakozásul a lenai sortűz ellen.[11]
- december – A hármas szövetség meghosszabbítása.[12]

## Az év témái

### 1912 a filmművészetben
- május 8. – Megalapítják a Paramount Pictures filmstúdiót.
- Megalapul a Universal Pictures nevű filmgyártó cég.
- Max Linder burleszkjeinek sorozata.
- július 26. – Az Edison Studios forgalomba hozza a What Happened to Mary? című filmüket, az első játékfilm-sorozatukat.
- október 31. – The Musketeers of Pig Alley, rendezte D. W. Griffith, az első gengszterfilm.
- Oliver Twist: az első amerikai egész estés nagyjátékfilm.
- Prekrasznaja Ljukanida (A gyönyörű Ljukanida) – rendező Władysław Starewicz(wd)
- Les Amours de la reine Élisabeth (Erzsébet királynő) – rendező Henri Desfontaines és Louis Mercanton
- À la Conquète du Pôle (Az Északi-sark meghódítása) – rendező Georges Méliès
- A 2000 éves férfi – rendező Fodor Aladár
- Aladár a tűzoltónapon – rendező Góth Sándor
- Ma és holnap – rendező Kertész Mihály
- Nővérek – rendező ifj. Uher Ödön

### 1912 az irodalomban
- Megjelenik Eleanor H. Porter Az élet játéka – Pollyanna című regénye
- Megjelenik Émile Durkheim A vallási élet elemi formái című műve.
- Megjelenik Sigmund Freud osztrák pszichiáter Totem és Tabu című könyve.
- Megjelenik Carl Gustav Jung svájci pszichiáter A pszichoanalízis elmélete című műve.
- Megjelenik Vlagyimir Majakovszkij, Burljuk, Hlebnyikov futurista kiáltványa Pofonütjük a közízlést címen.
- Megjelenik Romain Rolland francia író Jean Christophe című regénye.
- Megjelenik Kaffka Margit regénye, a Színek és évek.
- Megjelenik Krúdy Gyula Szinbád utazásai regénye.
- Babits Mihály fordítani kezdi Dante Isteni színjátékát.
- Megjelenik Karinthy Frigyes Így írtok ki című szatírakötete.
- Ady Endre megírja A tűz csiholója c. művét, és a Nyugat március 16-ai számában megjelenik az Elbocsátó szép üzenet.
- Megjelenik Thomas Mann a Halál Velencében című novellája.

### 1912 a sportban
- május 5. – június 22. V. nyári olimpiai játékok megrendezése Stockholm-ban, 28 ország sportolóinak részvételével.
- A FTC nyeri az NB1-et. Ez a klub hetedik bajnoki címe.

### 1912 a tudományban
- A kőbányai Richter gyógyszergyár forgalomba hozza a Kalmopyrin nevű lázcsillapítót.[13]
- A Krupp Művekben rozsdamentes acélt gyártanak[14]
- Charles Thomson Rees Wilson kifejleszti a ködkamrát.[15]

### 1912 a vasúti közlekedésben
- augusztus 1. – Átadják a 3454 méter magasan fekvő Jungfraujoch vasútállomást.[15]
- szeptember – A Porosz Államvasutak üzembe helyezi az első dízelmozdonyt.[15]

### 1912 a zenében
- Bartók Béla megírja Négy zenekari darab c. művét.

## Születések
- január 1. – Kim Philby angol állampolgárságú szovjet kém († 1988)
- január 2. – Renato Guttuso olasz festő († 1987)
- január 3. – Berczelly Tibor olimpiai bajnok vívó († 1990)
- január 7.
  - Charles Addams amerikai képregényrajzoló († 1988)
  - Dr. Haraszti György nemzetközi jogász, egyetemi tanár († 1980)
- január 28. – Jackson Pollock amerikai festőművész († 1956)
- február 2. – Kollár Ferenc jezsuita szerzetes, 1944-től A Szív újság főszerkesztője, 1956-tól a magyar jezsuita tartomány rendfőnöke († 1978)
- február 4. – Macskássy Gyula filmrendező († 1971)
- február 5. – Pongrácz Zoltán zeneszerző († 2007)
- február 9. – Házi Tibor háromszoros világbajnok asztaliteniszező († 2000)
- február 10. – Mányai Lajos színművész († 1964)
- február 20. – Pierre Boulle francia író († 1994)
- február 21. – Hajós György matematikus, akadémikus († 1972)
- február 23. – Ágay Irén színésznő († 1950)
- február 25. – Émile Allais világbajnok francia alpesisíző († 2012)
- február 27. – Lawrence Durrell brit író († 1990)
- február 28. – Alfonzó magyar színész, artista, humorista, érdemes művész († 1987)
- március 13. – Szabados Miklós tizenötszörös világbajnok asztaliteniszező († 1962)
- március 14. – Sebestyén Géza könyvtáros, bibliográfus, az Országos Széchényi Könyvtár főigazgató-helyettese 1958 és 1976 között († 1976)
- március 16. – Pat Nixon, az Amerikai Egyesült Államok first ladyje (1969–1974) és second ladyje (1953–1961) († 1993)
- március 19. – Adolf Galland német Luftwaffetiszt, vadászrepülő és repülőász († 1996)
- március 22. – Karl Malden Oscar-díjas amerikai színész († 2009)
- március 23. – Wernher von Braun német tudós és mérnök, a németországi és az amerikai  rakétafejlesztés egyik vezető alakja († 1977)
- április 5. – Örkény István író († 1979)
- április 6. – Székely Endre zeneszerző († 1988)
- április 8.
  - Sonja Henie norvég műkorcsolyázó († 1969)
  - Jozef Gabčík szlovák katona, az egyik elkövetője a Operation Anthropoidnak, Reinhard Heydrich meggyilkolásának († 1942)
- április 14.
  - Király Béla vezérezredes, hadtörténész, politikus, 1956-ban a Forradalmi Honvédelmi Bizottmány elnöke, a Nemzetőrség parancsnoka, az MTA tagja († 2009)
  - Polgár Dénes Aranytollas újságíró († 2009)
- április 15. – Kim Ir Szen észak-koreai diktátor († 1994)
- április 17. – Eggerth Márta színésznő, énekesnő († 2013)
- április 28. – Sindó Kaneto japán rendező, forgatókönyvíró († 2012)
- április 30. – Fényes Szabolcs zeneszerző († 1986)
- május 1. – Otto Kretschmer, a legeredményesebb német tengeralattjáró-parancsnok a második világháborúban († 1998)
- május 9. – Ottlik Géza író, nemzetközi szintű bridzsjátékos, szakíró. († 1990)
- május 13. – Várkonyi Zoltán Kossuth-díjas színművész, rendező († 1979)
- május 14. – Hegedüs Géza író, költő, kritikus († 1999)
- május 15.
  - Salamon Ernő költő († 1943)
  - Tóth Endre rendező († 2002)
- május 22. – Herbert Charles Brown Nobel-díjas (1979), Priestley-éremmel kitüntetett (1981) kémikus († 2004)
- május 26. – Kádár János kommunista politikus, az MSZMP főtitkára, magyar miniszterelnök († 1989)
- május 26. – Gyurkó Lajos magyar tábornok, aki az 1956-os forradalom idején és utána több alkalommal adott parancsot tüntetők elleni fegyveres támadásra, több esetben repülőgépeknek, így több tucat ember halálának és százak megsebesülésének lett okozója († 1979)
- május 30. – Julius Axelrod Nobel-díjas (1970) amerikai biokémikus és farmakológus († 2004)
- június 5. – Szabó Zoltán író, falukutató, A tardi helyzet és a Cifra nyomorúság szerzője († 1984)
- június 16. – Gordon Gollob osztrák vadászrepülőgép-pilóta († 1987)
- június 23. – Alan Mathison Turing brit matematikus, a modern számítógép-tudomány egyik atyja († 1954)
- június 24. – Petrányi Gyula orvos, belgyógyász, immunológus, az MTA tagja († 2000)
- június 28. – Karl von Weizsäcker fizikus († 2007)
- június 30.
  - Fasang Árpád karnagy († 2001)
  - Lipták Gábor magyar író, újságíró, kultúrtörténész († 1985)
- július 17.
  - Kliburszkyné Vogl Mária geokémikus, az MTA tagja († 1996)
  - Kovács Pál hatszoros olimpiai bajnok vívó († 1995)
- július 22. – Muráti Lili színésznő († 2003)
- augusztus 1. – Borovszky Ambrus magyar politikus, vállalatvezető († 1995)
- augusztus 4. – Raoul Wallenberg svéd diplomata, magyarországi nagykövet († 1947)
- augusztus 5. – Pierre abbé, francia katolikus pap, a szegényeket és menekülteket támogató Emmaüs mozgalom alapítója († 2007)
- augusztus 7.
  - Beamter Jenő (Bubi) dzsessz-zenész (vibrafon, dob), zeneszerző, zenetanár († 1984)
    - Csenki Imre karnagy, zeneszerző († 1998)
- augusztus 10. – Jorge Amado brazil regényíró († 2001)
- augusztus 12. – Pálos Ádám László orvos, belgyógyász, hematológus, az MTA tagja († 1983)
- augusztus 18. – Otto Ernst Remer német katonatiszt a II. világháború alatt († 1997)
- augusztus 21. – Kertai György geológus, az alföldi szénhidrogén-kutatás elméleti megalapozója, az MTA tagja († 1968)
- augusztus 23. – Gene Kelly amerikai táncos, filmszínész († 1996)
- augusztus 25. – Erich Honecker német(NDK) politikus († 1994)
- szeptember 2. – Turczel Lajos irodalomtörténész († 2007)
- szeptember 5.
  - John Cage zeneszerző († 1992)
  - Kálnoky László költő, műfordító († 1985)
- szeptember 7. – David Packard, a Hewlett-Packard cég egyik alapítója († 1996)
- szeptember 8. – Gyarmati Fanni magyar nyelvtanár, Radnóti Miklós hitvese († 2014)
- szeptember 10. – Mistéth Endre hídépítő mérnök, miniszter, Széchenyi-díjas († 2006)
- szeptember 16. – Sárosi György magyar válogatott labdarúgó volt († 1993)
- szeptember 20. – Ján Nálepka szlovák katona, a Szovjetunióban szervezett szlovák partizánegység parancsnoka és az egyetlen szlovák katona, aki a Szovjetunió hőse díját viselte († 1943)
- szeptember 22.
  - Dudás József szerelő lakatos, műszaki tanácsadó, később az 1956-os forradalom és szabadságharc egyik parancsnoka († 1957)
  - Martinkó András irodalomtörténész, nyelvész, szótárszerkesztő  († 1989)
- szeptember 29. – Michelangelo Antonioni filmrendező († 2007)
- október 5. – Ferdinandy Mihály író († 1993)
- október 6. – Szuchy M. Emil közíró, műfordító, színházi rendező, muzeológus († 2005)
- október 7.
  - Gillemot László Kossuth-díjas gépészmérnök, anyagtudós, az MTA tagja († 1977)
  - Tátrai Vilmos Kossuth-díjas hegedűművész († 1999)
- október 10. – Radó György magyar író, műfordító, irodalomtörténész, Himnuszunk és Szózatunk forrás-közreadója  († 1994)
- október 17. – I. János Pál pápa, eredeti nevén: Albino Luciani († 1978)[16]
- október 21. – Sir Georg Solti (Solti György) karmester († 1997)
- október 31. – Szentágothai János Kossuth-díjas magyar anatómus, egyetemi tanár, országgyűlési képviselő, a Magyar Tudományos Akadémia elnöke († 1994)
- november 20. – Habsburg Ottó, az utolsó Habsburg trónörökös († 2011)
- november 21. – Eleanor Powell amerikai színésznő és táncos  († 1982)
- november 26. – Bogdánfi Sándor magyar író, műfordító († 1987)
- december 2. – Kántás Károly Kossuth-díjas geofizikus, az MTA tagja, a tellurikus módszer bevezetője a magyarországi geofizikai nyersanyagkutatásba († 1991)

## Halálozások
- január 13. – Görgey István, honvéd százados, történetíró (* 1825)
- március 29. – Robert Falcon Scott, brit tengerésztiszt, felfedező és sarkkutató
- március 30. – Karl May, német író (* 1842)
- május 3. – Hentaller Lajos politikus, publicista (* 1852)
- május 5. – Magyar Ede, építész (* 1877)
- május 14. – August Strindberg, svéd író  (* 1849)
- június 5. – Cholnoky Viktor, magyar író, újságíró, műfordító (* 1868)
- június 12. – Frédéric Passy, francia közgazdász, Nobel-békedíjas (* 1822)
- július 15. – Kulifay Elek magyar református lelkész, egyházszervező (* 1837)
- július 17. – Henri Poincaré Bolyai-díjas francia matematikus, fizikus és filozófus (* 1854)
- július 30. – Meidzsi japán császár, akinek az uralkodása (Meidzsi-restauráció) Japán radikális politikai és szociális átalakulását jelentette (* 1821)
- augusztus 9. – Buza János, főiskolai tanár, gyűjteményőr (* 1848)
- augusztus 16. – Johann Martin Schleyer, katolikus prelátus, a volapük nyelv megalkotója (* 1831)
- szeptember 1. – Török Aurél, orvos, egyetemi tanár, antropológus, az MTA tagja (* 1842)
- november 23. – Beck István (Bek Pista) szegedi városi tisztviselő, néprajzi gyűjtő és mecénás, a régi Szeged közéletének jelentős szereplője (* 1848)
- december 4. – Számvald Gyula, amerikai altábornagy (* 1825)
- december 6. – Paul Kummer német hittanár, mikológus (* 1834)

## Nobel-díjasok
- A Nobel-díjat a svéd Alfred Nobel alapította, 1901 óta adják át, melyet a Svéd Királyi Tudományos Akadémia ítél oda a tudomány, az irodalom és humanitárius területen kimagasló eredményt elért magánszemélyeknek, illetve intézményeknek.

| Fizikai            | Gustaf Dalén, svéd mérnök                                             |
| Kémiai             | Paul Sabatier francia fizikus és Victor Grignard, francia matematikus |
| Orvosi-fiziológiai | Alexis Carrel, francia orvos                                          |
| Irodalmi           | Gerhart Johann Robert Hauptmann, német író                            |
| Béke               | Elihu Root, amerikai matematikus                                      |